# Arbuszkuláris mikorrhiza
Az arbuszkuláris mikorrhiza a mikorrhiza legelterjedtebb és (feltehetően) legősibb típusa, amelyben a gomba hifái áthatolnak a növényi gyökér kéregsejtjeinek sejtfalán. A gyökérben a hifák speciális képleteket, ún. vezikulumokat és arbuszkulumokat képezhetnek, melyeknek raktározó és felszínnövelő szerepük van. A szimbiózis során a növény ásványi anyagokat (pl.: foszfort és nitrogént) és vizet kap a gombától, és cserébe kész szerves anyagokat juttat neki.
A szimbiózisban részt vevő gombákat egységesen a Glomeromycota törzsbe sorolják, míg a növényi partner sokféle lehet (többségük lágyszárú, de sok fásszárú is képes arbuszkuláris mikorrhiza kialakítására.)

## Morfológia

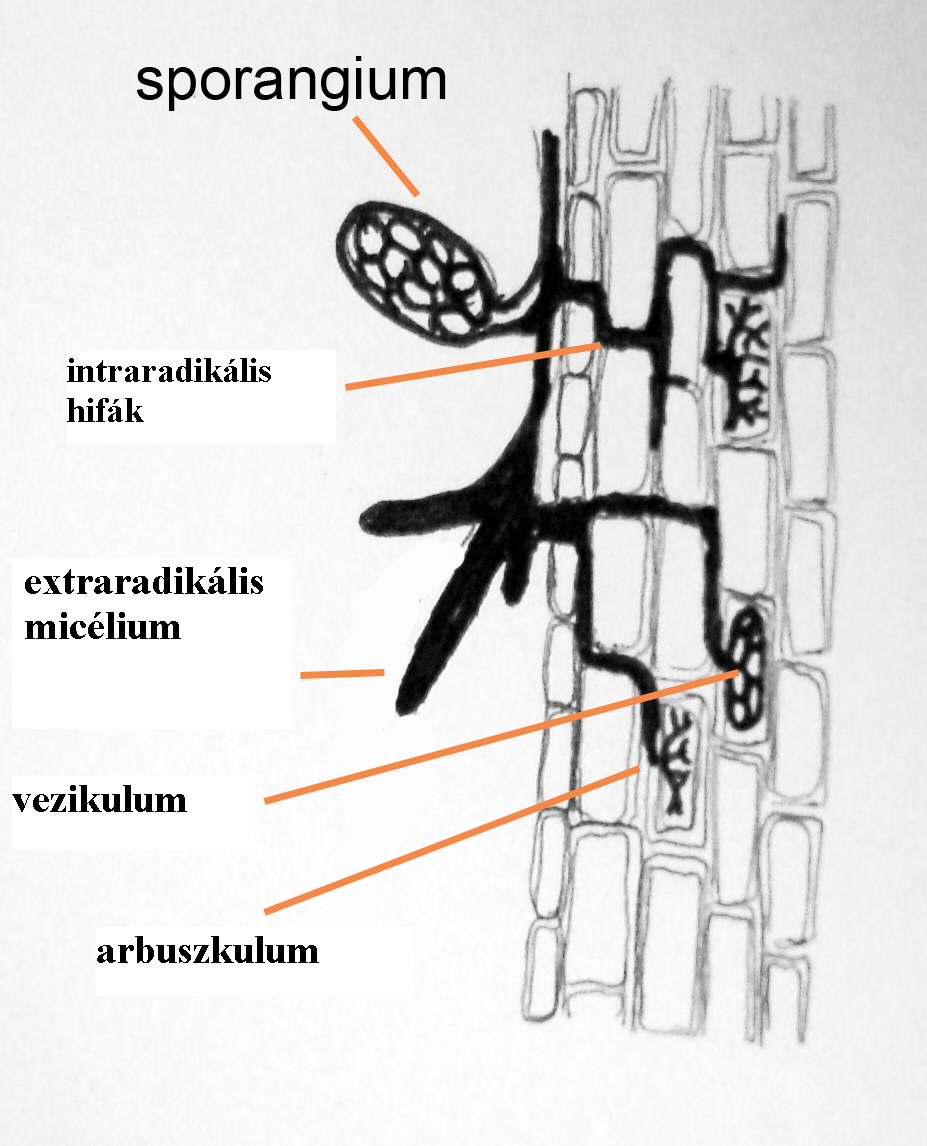
Az arbuszkuláris mikorrhiza felépítése

Az arbuszkuláris mikorrhizát alkotó gombák micéliuma két részre osztható: gyökéren kívüli (extraradikális), és gyökéren belüli (intraradikális) részre. Az extraradikális rész végzi a talajból a tápanyagok felvételét, míg az intraradikális rész a növénnyel való kapcsolatot biztosítja. Az gomba hifái jellegzetesen aszeptáltak (hiányzik az egyes gombasejteket egymástól elválasztó sejtfal).
A hifa a gyökérbe való behatolás helyén ún. apresszóriumot képez. A gyökérbe jutott hifák egy része áthatol a kéreg sejtjeinek sejtfalán, a sejten belül csavarulatokat (coilokat) és arbuszkulumokat képez. Ezek szerepe a növényi sejtekkel való kapcsolat lebonyolítása. A hifák a növény citoplazmájába nem hatolnak be. A coilok és az arbuszkulumok területén a növény és a gomba sejtfala is elvékonyodik, így a két a sejtmembrán közvetlen kapcsolatba kerülhet egymással. A két membrán közti apoplaszt tér jellegzetesen savas pH-jú, ezen keresztül történik az anyagok átadása.
A hifákon intra- és intercellulárisan is képződhetnek raktározó struktúrák, ún. vezikulumok. Ezeket korábban általánosan jellemzőnek tartották a mikorrhiza ezen fajtájára, amit ezért gyakran vezikuláris-arbuszkuláris mikorrhizának is neveztek. Újabb kutatások alapján egyértelmű, hogy csak az arbuszkulumok jellemzőek minden esetben, a vezikulumok nem, így helyesebb az arbuszkuláris mikorrhiza elnevezés.
A gomba extraradikálisan ivartalan szaporítóképleteket, sporangiumokat hozhat létre. Az AM-gombák kizárólag ivartalanul szaporodnak, termőtestet nem képeznek.
A hifa gyökéren belüli növekedése alapján korábban két morfológiai típust különítettek el. Az Arum-típus esetében a hifa a növényi sejtek között növekszik, ebből rövid fonalak ágaznak el, amelyek behatolnak az egyes sejtekbe. A Paris-típus ezzel szemben a hifa intracellulárisan növekszik sejtről-sejtre. Ma már számos átmeneti forma ismert a két típus között, így inkább a Paris- és Arum- típus közötti kontinuumról beszélhetünk.

## Fiziológia
Az arbuszkuláris mikorrhizagombák és a gazdanövény közti kapcsolat általában kölcsönösen hasznos (mutualista). A gomba számára a szimbiózis obligát, a növényi partner nélkül a gomba nem képes tartós növekedésre és szaporodásra. A növényi partner általában fakultatív szimbionta, vagyis a gomba nélkül is megél, de sok faj (pl.: a kosborfélék) nem képesek megfelelően növekedni a gomba nélkül.
A szimbiózis során a gomba nagyobb felületen biztosít hatékonyabb hozzáférést a tápanyagokhoz és a vízhez a növény számára, így segíti a szervetlen anyagok, elsősorban a foszfor, a nitrogén, és egyes nyomelemek felvételét. Cserébe a gomba szerves anyagokat (elsősorban cukrokat és vitaminokat) kap a növénytől.
A gomba hifáinak átmérője nagyjából egy nagyságrenddel kisebb a növény gyökérszőreinél, így olyan talajpórusokból is fel tudnak venni tápanyagokat, amelyek a növény számára már hozzáférhetetlenek lennének. Ezen kívül a gomba olyan savakat és enzimeket juttat a talajba, amelyek sok hozzáférhetetlen anyagot (pl. vas-, kalcium- és alumíniumionokhoz kötött foszfátot) felvehető formába alakítanak. Ilyen módon a mikorrhizált növényeknél tápanyaghiányos környezetben nagyobb tápanyagfelvétel, és erőteljesebb növekedés tapasztalható, mint a nem mikorrhizáltak esetében. Ugyanakkor ha a növény tápanyagellátása kielégítő, a szimbiózis relatíve kisebb mértékű növekedéshez vezet, hiszen a növény a szerves anyagainak egy részét ekkor is a gombának juttatja. Vagyis a szimbiózis elsősorban tápanyaghiányos környezetben biztosít előnyt a növény számára, míg a gombának mindig előnyös (hiszen ez obligát szimbionta). A kapcsolat így a körülményektől függően a mutualizmus és parazitizmus közti kontinuumnak tekinthető.
A gomba a gyökér kolonizációja során (és az után is), hatással van a növény lokális (helyi) és szisztémás (teljes növényre kiterjedő) védekező mechanizmusaira. A kolonizáció közben a gombának lokálisan gátolnia kell a növényi védekező mechanizmusokat, máskülönben nem tudna behatolni a kortexbe. Ezzel párhuzamosan viszont befolyásolja a növény indukált rezisztenciáját is, amely hatással lehet a növény egyéb (patogén és fitofág) élőlényekkel való kapcsolatára is.